# Richard Jewell (película)
Richard Jewell es una película biográfica estadounidense de 2019 dirigida y producida por Clint Eastwood, escrita por Billy Ray y basada en el artículo de 1997 «American Nightmare: The Ballad of Richard Jewell», de Marie Brenner, publicado por Vanity Fair. La cinta describe el atentado terrorista durante los Juegos Olímpicos de 1996 en Atlanta, Georgia, y sus consecuencias, cuando el guardia de seguridad Richard Jewell encontró una bomba y alertó a las autoridades para evacuar, pero fue mal acusado de haberla colocado.
Fue protagonizada por Paul Walter Hauser como Jewell junto a Sam Rockwell, Kathy Bates, Jon Hamm y Olivia Wilde.
Durante los Juegos Olímpicos de 1996, el vigilante de seguridad Richard Jewell encuentra una mochila con explosivos. A pesar de haber salvado a muchas posibles víctimas, el FBI lo señala como el sospechoso principal de una serie de atentados terroristas que está sacudiendo Atlanta en pleno evento deportivo.

## Reparto
- Paul Walter Hauser como Richard Jewell.
- Sam Rockwell como Watson Bryant.
- Kathy Bates como Barbara "Bobi" Jewell.
- Jon Hamm como Tom Shaw.
- Olivia Wilde como Kathy Scruggs.
- Ian Gomez como agente Dan Bennet.
- Dylan Kussman como Bruce Hughes.
- Wayne Duvall como el examinador del polígrafo.
- Mike Pniewski como Brandon Hamm.
- Nina Arianda como Nadya.

## Producción
El proyecto fue anunciado en febrero de 2014 cuando Leonardo DiCaprio y Jonah Hill se unieron para producir la película, con Hill interpretando a Jewell y DiCaprio al abogado que ayudó a Jewell. Luego, Paul Greengrass inició negociaciones para dirigir la película con Billy Ray escribiendo el guion. Otros directores que se consideraron incluyeron a Ezra Edelman y David O. Russell, antes de que el proyecto fuese a parar a Clint Eastwood. Se anunció que DiCaprio y Hill ya no serían los protagonistas, aunque quedaron como productores. En mayo, Warner Bros. adquirió los derechos a 20th Century Fox, adquirido por The Walt Disney Company a principios de 2019. En junio, Sam Rockwell se unió al reparto para interpretar al abogado, y Paul Walter Hauser para interpretar a Jewell. Kathy Bates, Olivia Wilde, Jon Hamm e Ian Gomez se integraron al elenco poco después. En julio de 2019, se unió Nina Arianda.

## Estreno
La película tuvo su estreno mundial en el AFI Fest el 20 de noviembre de 2019. Se estrenó en Estados Unidos y Canadá el 13 de diciembre de 2019.

## Recepción
Richard Jewell recibió reseñas positivas de la crítica y la audiencia. En el sitio especializado Rotten Tomatoes, posee una aprobación de 77 %, basada en 298 reseñas, con una calificación de 6,9/10 y con un consenso crítico que dice: «Richard Jewell simplifica los eventos de la vida real que lo inspiraron, pero aún así demuestra que Eastwood sigue siendo un cineasta habilidoso de admirable economía». De parte de la audiencia tiene una aprobación de 93 %, basada en más de 10 000 votos, con una calificación de 4,4/5.
El sitio Metacritic le dio a la película una puntuación de 68 de 100, basada en 46 reseñas, indicando "reseñas generalmente favorables". Las audiencias encuestadas por CinemaScore le otorgaron una «A» en una escala de A+ a F, mientras que en el sitio IMDb los usuarios le asignaron una calificación de 7,5/10, sobre la base de 88 073 votos. En la web FilmAffinity la cinta tiene una calificación de 7,1/10, basada en 16 827 votos.

## Premios y nominaciones
| Premio                       | Fecha de ceremonia     | Categoría                       | Ganador(es) y nominado(s) | Resultado | Ref(s) |
| ---------------------------- | ---------------------- | ------------------------------- | ------------------------- | --------- | ------ |
| Premios Óscar                | 9 de febrero de 2020   | Mejor actriz de reparto         | Kathy Bates               | Nominada  | [ 23 ] |
| American Film Institute      | 3 de enero de 2020     | Diez mejores películas del año  | Richard Jewell            | Ganador   | [ 24 ] |
| Detroit Film Critics Society | 9 de diciembre de 2019 | Mejor actor de reparto          | Sam Rockwell              | Nominado  | [ 25 ] |
| Detroit Film Critics Society | 9 de diciembre de 2019 | Mejor actriz de reparto         | Kathy Bates               | Nominado  | [ 25 ] |
| Detroit Film Critics Society | 9 de diciembre de 2019 | Mejor actor revelación          | Paul Walter Hauser        | Nominado  | [ 25 ] |
| Premios Globo de Oro         | 5 de enero de 2020     | Mejor actriz de reparto         | Kathy Bates               | Nominado  | [ 26 ] |
| National Board of Review     | 3 de diciembre de 2019 | Las 10 películas más destacadas | Richard Jewell            | Ganador   | [ 27 ] |
| National Board of Review     | 3 de diciembre de 2019 | Mejor actriz de reparto         | Kathy Bates               | Ganador   | [ 27 ] |
| National Board of Review     | 3 de diciembre de 2019 | Mejor nuevo actor               | Paul Walter Hauser        | Ganador   | [ 27 ] |